# Chodyriewo
Chodyriewo (ros. Ходырево) – wieś w Rosji, w rejonie szeksnińkim obwodu wołogodzkiego. W 2021 r. była niezamieszkana.